# خاتونیه بحره
خاتونیه بحره یک روستا در سوریه است که در استان حسکه واقع شده‌است. خاتونیه بحره ۱٬۲۱۸ نفر جمعیت دارد.